# 三井不动产
三井不動產（日语：／ mitsui fudōsan */?）是日本大型不动产公司及综合地产开发商，成立於1941年，与三井銀行（現三井住友银行）、三井物产并列为三井集团的核心企业，並與三菱地所、住友不動產並稱為「不動產御三家」。其營業額自戰後以來均位居業界第一。三井不動產主營辦公樓、商業設施、住宅事業，代表事業有LaLaport、三井奧特萊斯購物城、東京中城。三井財閥的發祥地日本橋地區集中了眾多三井不動產持有的辦公樓。

## 歷史
2020年開始，三井不動產和國泰建設陸續推出UNi PARK、新北中和與三重建案合作，並在高雄LaLaport打造南臺灣純日系休閒購物中心。
三井不動產亦跟台灣遠雄企業團共同成立三新奧特萊斯，在台灣經營MITSUI OUTLET PARK，由三井不動產出資70%、遠雄建設出資30%。

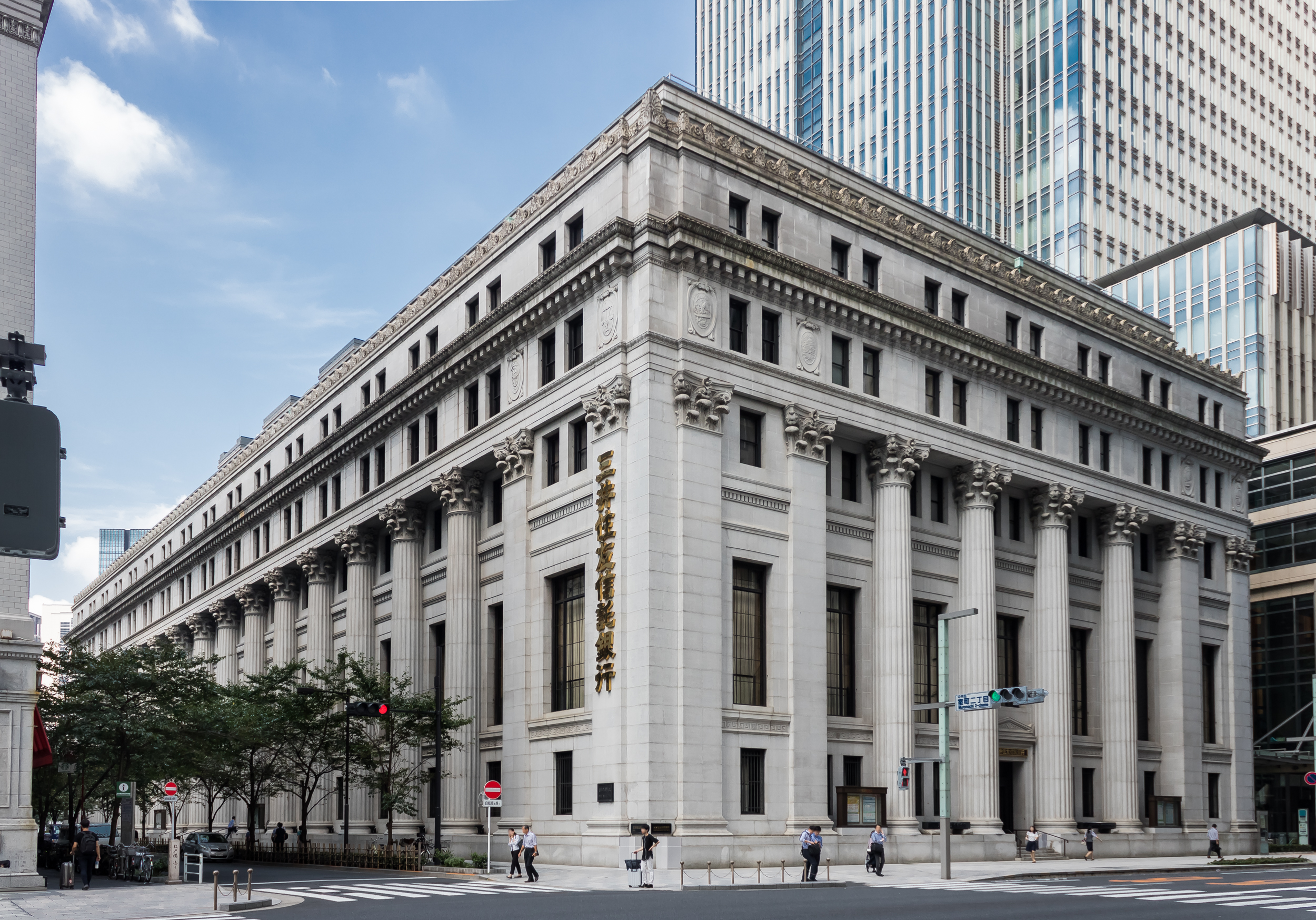
三井不动产总部所在的三井本馆

## 外部連結
- （日語）三井不动产（页面存档备份，存于）